# Convenția vamală privind importul temporar de vehicule rutiere private
Convenția vamală privind importul temporar de vehicule rutiere private este un tratat multilateral al Națiunilor Unite din 1954. În statele care aderă la Convenție, le permite indivizilor care vizitează temporar o țară - cum ar fi turiștii sau persoanele fizice care dețin vize pentru studenți - să importe un vehicul rutier în țară fără taxe vamale.
Convenția a fost încheiată la New York City la 4 iunie 1954, la aceeași conferință a fost încheiată Convenția privind facilitățile vamale pentru turism. Convenția a intrat în vigoare la 15 decembrie 1957. A fost semnată de 32 de state și, din 2013, are 80 de părți, dintre care 79 state membre ale Națiunilor Unite plus Uniunea Europeană. Statele care au semnat Convenția, dar nu au ratificat, sunt Argentina, Cambodgia, Republica Dominicană, Guatemala, Sfântul Scaun, Honduras, Monaco, Panama și Uruguay.
Convenția a fost oarecum înlocuită în 1990 de Convenția de la Istanbul, care combină într-un singur instrument diferitele convenții privind admiterea temporară a anumitor bunuri.

## Vezi și
- Carnetul ATA
- Convenția vamală privind importul temporar al vehiculelor rutiere comerciale
- Convenția vamală privind importul temporar în scopuri private de utilizare a aeronavelor și a ambarcațiunilor de agrement

## Legături externe
- Text
- Signatures and ratifications[nefuncțională]